# Punta Montesino
La Punta Montesino (515 m) è un rilievo collinare piemontese situato tra i comuni di Chiaverano, Montalto Dora e Borgofranco d'Ivrea alle falde della  Serra Morenica di Ivrea, nella Città metropolitana di Torino.

## Descrizione

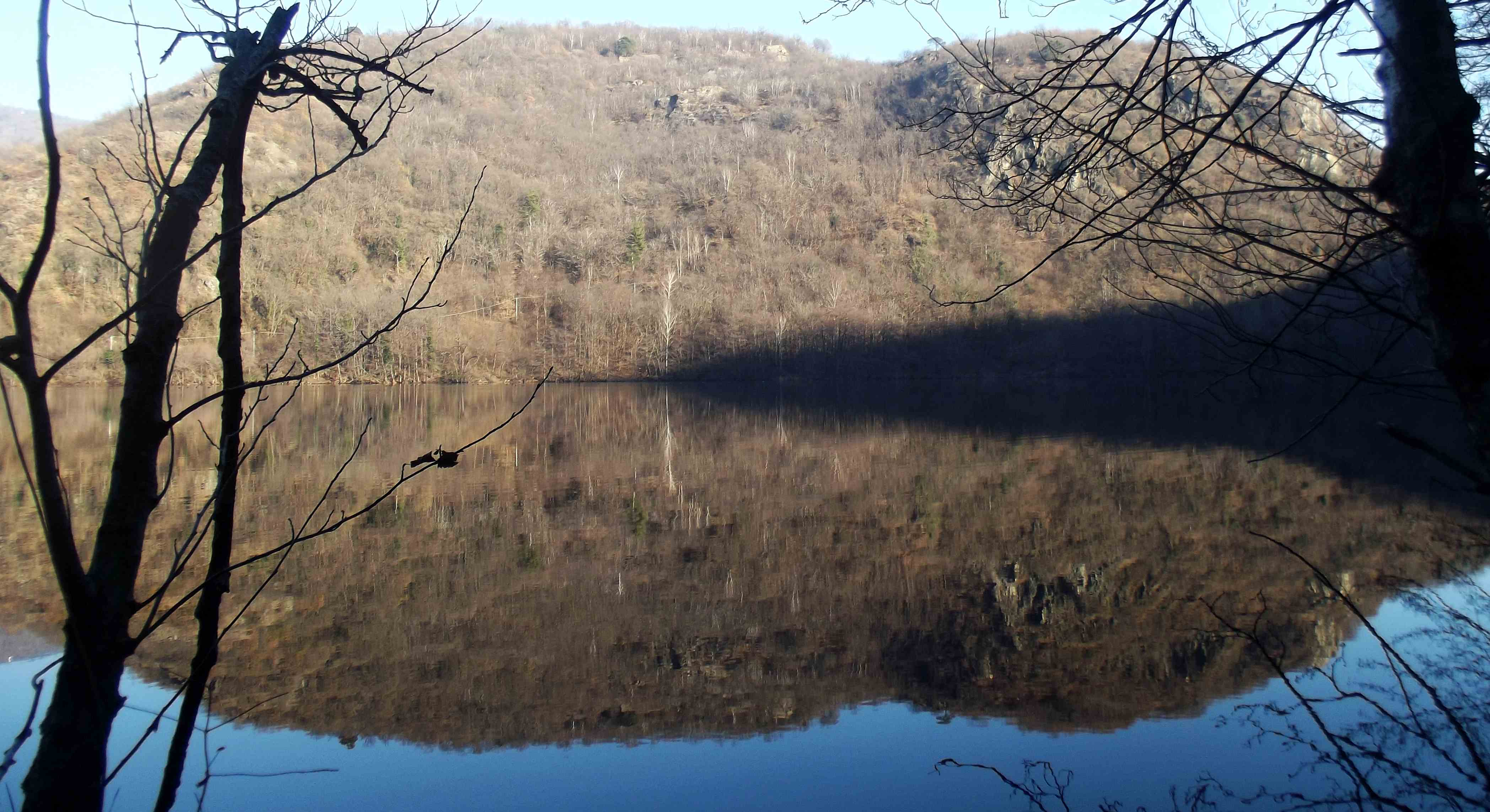
Il Montesino che si specchia nel Lago Nero

Il Montesino è il più alto dei rilievi rocciosi che punteggiano la zona dei Cinque laghi, situata alle falde della Serra d'Ivrea nei pressi dello sbocco della Valle d'Aosta. Si trova all'interno dell'Anfiteatro morenico di Ivrea. In alcune carte militari del XIX secolo era erroneamente denominatoVesino. La collina è ammantata di fitti boschi con prevalenza di latifoglie ed è puntaggiata da massi erratici, alcuni dei quali si trovano nella zona sommitale. Nei pressi della sua cima, che domina da est il piccolo specchio del Lago Nero, poco sotto la cima sulla roccia chiamata i 3 Buji convergono i territori comunali di Chiaverano, Montalto Dora e Borgofranco d'Ivrea. La prominenza topografica è di 110 metri.

## Geologia

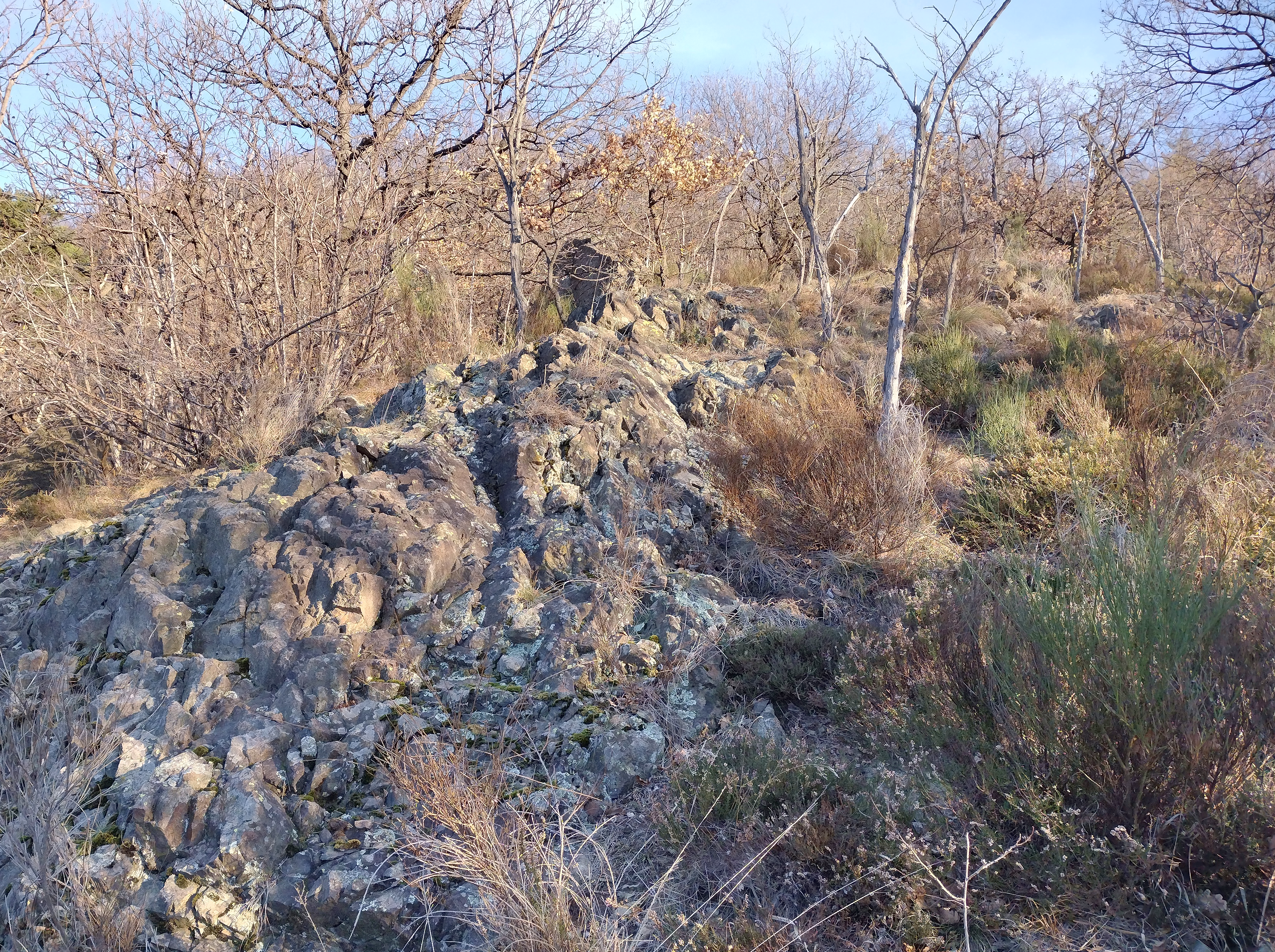
Affioramenti rocciosi sul versante sud

Il Montesino, come buona parte dell'area dei cinque laghi, è costituito di rocce dioritiche. Sul suo versante meridionale queste rocce assumono un colore verdastro e un aspetto scistoso con straterelli estremamente fini. La cresta sommitale della collina è però costituita da materiale sedimentario di pertinenza della morena laterale dell'antico ghiaccio Balteo. Poco ad est del Montesino transita una delle linee tettoniche che, nel loro complesso, costituiscono la Linea Insubrica.

## Accesso alla cima

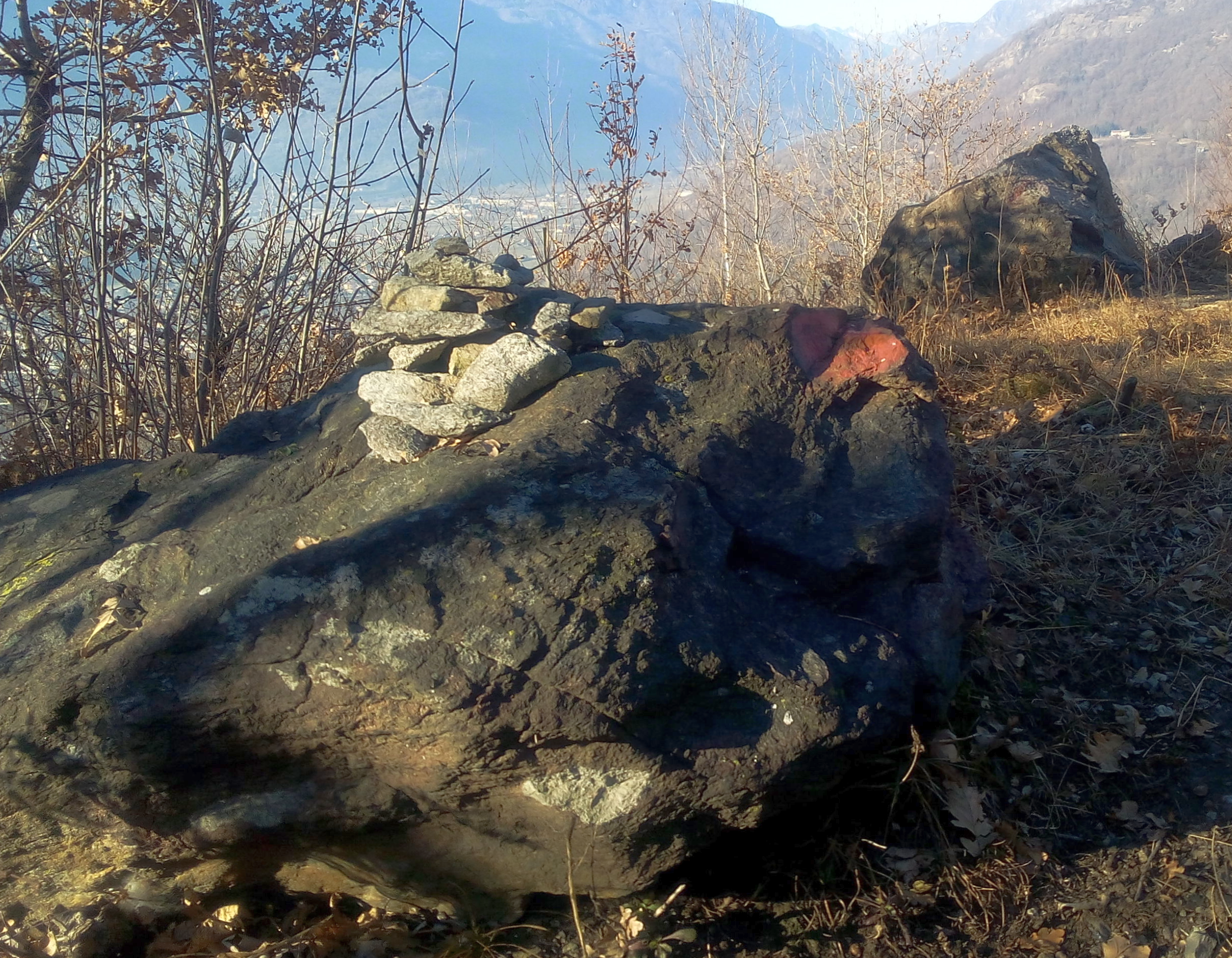
I massi erratici sulla cima

La vetta della collina è raggiungibile per sentiero da vari lati, ad esempio con partenza da Montalto Dora. L'escursione è apprezzata in particolare per la bella vista che si gode dalla cima.

## Tutela naturalistica
Il Montesino e l'area circostante fanno parte del SIC (Sito di Interesse Comunitario) cod.IT1110021 denominato Laghi di Ivrea, designato anche come ZSC (Zona Speciale di Conservazione.

## Bibliografia

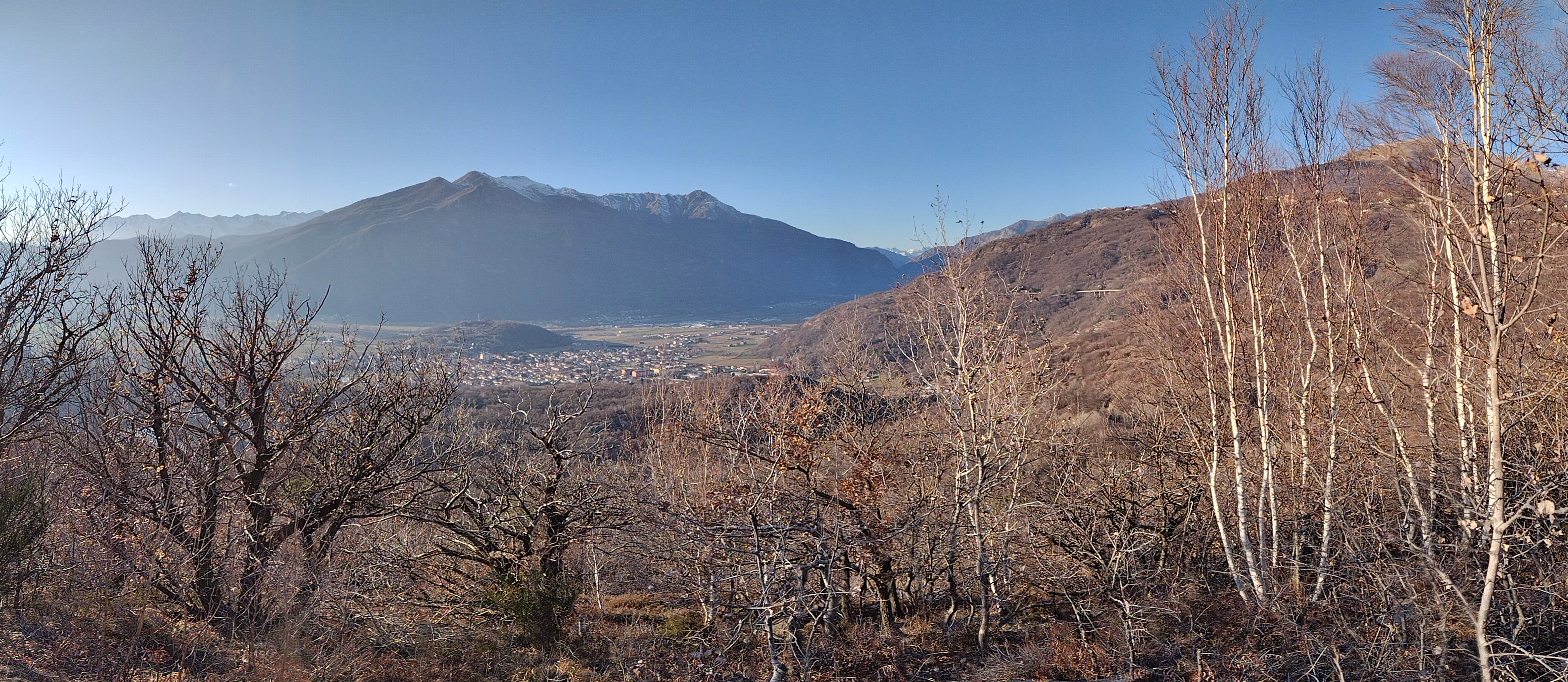
L'imbocco della Valle d'Aosta visto dal Montesino